# Едони
Едоните, наричани понякога също едонци или едониди, са тракийско племе, населявало Югозападна Тракия с племенно териториално ядро по долното течение на Струма до устието ѝ. Обитават Мигдония (района около Солун) преди македоните да ги изтласкат оттам. Свидетелствата за едоните са датирани от VI в. пр н.е. до V в. пр.н.е. Със стабилен икономически потенциал и с добра войска едонците са управлявали и контролирали широк терен на изток от Долна Струма и на юг от бизалтите.

## Аристокрация
Част от вождовете, василевси и първенци, споменати в епоса и в митологическите разкази в древна Елада, са от династията на едоните начело с Дриант и синът му Ликург, Орфей, Рез, Ифидамант, Хипокоон. В митологичните разкази Ликург, син на Дриант, е влязъл в спречкване с Дионис. До нас са достигнали няколко мита. Единият е, че Ликург преследвал кърмачките на Дионис, удрял ги с остен и подгонил самия бог, който по неволя се хвърлил в морето; за тези си постъпки Ликург станал омразен на Олимп и Зевс го ослепил. Аполодор ни разказва как Ликург, цар на едоните, които живеят при Стримон, пръв обидил Дионис и го изгонил. Богът избягал в морето, а вакханките и сатирите били пленени. По-късно те се освободили, Дионис възбудил лудост у царя, който в умопомрачение заклал с брадва собствения си син. Когато се свестил, видял, че земята е останала без плод. Едоните чули предсказанието на Дионис, че плодът ще се върне ако Ликург бъде убит, оставили нещастника на Пангей, вързали го за коне и го разкъсали. Диадор ни дава сходна версия на мита, където Дионис поискал да мине от Азия в Европа и се сприятелил с Ликург, „цар на траките при Хелеспонт“. Богът прехвърлил на отвъдния бряг първо вакханките, но Ликург заповядал на войниците си да ги нападнат през нощта. Дионис научил това от Харопс и се уплашил, защото бил безсилен. Той се върнал в АЗИЯ-Индия, взел своята войска, победил траките, ослепил Ликург и го разпънал на кръст. За отплата на Харопс предал нему тракийското царство и го научил на тайните обреди в мистериите.
Друг виден представител на династията на едоните е Орфей - певец, цар и жрец на траките, внук на Харопс и син на Еагър, наследник на Ликурговото царство. По съвета на кентавъра Хирон той помогнал на Язон в подвизите му.

## История
Едни от особено важните неща за икономиката на Елада през VI-IV в. пр.н.е. са били златните и сребърните рудници в планината Пангей, които са били контролирани от едоните.
Монетосеченето на едоните е представено от 4 типа, които представят гола фигура, вероятно Хермес, водеща два вола; реверсът носи надпис „Гетас цар на едоните“. Фигурата на голия мъж с воловете се среща и при монетите на ореските и ихните. Съвпадения в образите на емисиите са намерени и при дероните, летите, зеелетите, дионисиите. Вероятно това е било много сложна система от дребни обединения, които влизат в единен южнотракийски съюз имащ извънредно ограничени функции и достатъчно аморфна структура. От един от текстовете на Херодот става ясно за междуплеменен антиперсийски съюз. Племената сигурно са били свързани и с култа към Дионис, защото всички основни изображения на южнотракийски монети или възпроизвеждат реални сцени от ритуала на тракийски празненства в чест на Дионис или предават митологични персонажи от неговия антураж.
През първата половина до средата на V в. пр.н.е. едоните осуетяват няколко опита на атиняните да изведат колония в устието на Струма при местността Деветте пътя – бъдещия Амфиполис – и дори оглавяват коалиция от местни племена, която избива до крак 10 000 атински и съюзни колонисти между близките селища Драбеск и Датон. Едва тридесет години по-късно атиняните успяват да убедят едоните да позволят основаването на града.
Едни от най-значителните събития, които бележат персийското присъствие в Тракия, са кампанията на Дарий I срещу скитите, походът на Мегабаз и сраженията на Аристагор от Милет с едоните. От Херодотовите сведения разбираме също за разгрома на Аристагор и бягството му в град Миркин, който Дарий е подарил на Хистий. Аристагор се опитал да предприеме поход, обсадил „Енеа ходой“ („Девет пътя“), но не успял да го превземе и сключил примирие, за да се оттегли с чест. Обаче едоните коварно го нападнали през нощта и в схватката според Херодот загинал самият Аристагор. В същото селище по-късно Дарий прави човешко жертвоприношение по време на своя поход срещу Елада.
По време на пелопонеските войни през 424 г. пр.н.е. е убит едонският цар Питак, след което едонските селища се отмятат от съюза си с Атина и минават на страната на спартанския пълководец Бразид. В решителното сражение между спартанци и атиняни при Амфиполис именно едонските контингенти решават победата на спартанците.